# ソフラブ・モラディ
ソフラブ・モラディ（ペルシア語:  سهراب مرادی、ラテン表記：Sohrab Moradi、1988年9月22日 - ）は、イランのエスファハーン州のレンジャン出身の男子重量挙げ選手。
2016年リオデジャネイロオリンピックでは94キロ級重量挙げで金メダルを獲得した。ジャークとトータルの世界記録保持者。

## 統計

### 体のサイズ
2016夏季オリンピックの時点。
- 体重：94kg

### ベスト記録
- スナッチ：189キロ、ジャカルタ/インドネシア 2018年アジア競技大会、2018年8月25日 1位（世界記録）
- ジャーク：233キロ、アナハイム、ウエイトリフティング世界選手権、2017年12月3日 1位（世界記録）
- トータル：417キロ、アナハイム、ウエイトリフティング世界選手権、2017年12月3日 1位（世界記録）